# Gereformeerde StudentenVereniging
De Gereformeerde Studentenvereniging (of GSV) is een christelijke studentenvereniging in Groningen, die zich op 23 juni 1966 afsplitste van de V.G.S.G. "Hendrik de Cock".

## Geschiedenis
In 1966 ontstond er reuring binnen de toenmalige V.G.S. "Hendrik de Cock". Binnen de Gereformeerde Kerken vrijgemaakt was er flinke discussie over de Vrijmaking van 1944. Een deel van de gereformeerden werd buiten het kerkverband gezet. "Hendrik de Cock" wilde hierin geen partij kiezen. In de statuten van de vereniging werd gesproken over de broederband van gereformeerde studenten, maar veel leden ervoeren die broederband ook met christenen die niet specifiek vrijgemaakt-gereformeerd waren.
Twaalf vrijgemaakt-gereformeerde leden verlieten de vereniging om een nieuwe vereniging op te richten. Dit werd de Gereformeerde Studentenvereniging (GSV). De kort daarvoor opgerichte reünistenvereniging van "Hendrik de Cock" zocht vervolgens aansluiting bij deze nieuwe vereniging. Vanaf dat moment werd het binnen het gereformeerd-vrijgemaakte volksdeel met klem afgeraden om nog lid te worden van Hendrik de Cock.
In oktober 2004 besloot de GSV het lidmaatschap niet meer alleen te beperken tot vrijgemaakt-gereformeerde studenten, nadat eerder al de meeste andere vrijgemaakt-gereformeerde studentenverenigingen deze stap gezet hadden. Wel dienen nieuwe leden de gereformeerde identiteit van de vereniging te onderschrijven.

## Gebouw
De GSV heeft een eigen sociëteit, aan de Hereweg 40.